# Royal Kunia
Royal Kunia es un lugar designado por el censo ubicado en el condado de Honolulu en el estado estadounidense de Hawái. En el año 2010 tenía una población de 14.525 habitantes.

## Geografía
Royal Kunia se encuentra ubicado en las coordenadas 21°23′38″N 158°1′36″O / 21.39389, -158.02667.